# Jo Blankenburg
Jo Blankenburg es un pianista, compositor y productor de música nacido en Kulmbach, Alemania, en 1972. Su obra incluye distintos géneros musicales, como música electrónica, soul, o música orquestal. En los últimos años, su trabajo se ha centrado en crear bandas sonoras de películas de cine y TV, cortometrajes y documentales. Actualmente vive en Auckland, Nueva Zelanda, a donde se trasladó en 2007. 

## Música para los sentidos
"La Madre Naturaleza es una de las principales fuentes de inspiración para mis composiciones. Mientras exploro las olas del océano, monto en mi bicicleta de montaña, o camino a través del bosque, estoy absorbiendo la energía divina que se transforma en música para los sentidos. Mi música es una maravillosa forma de comunicarse con la gente a un nivel subliminal y expresar mis más profundas emociones".
Jo Blankenburg.

### Inicios
Sus primeros contactos con la música se produjeron a los 6 años, cuando empezó a tocar el piano y la batería. Durante su adolescencia forma parte de dos grupos de música jazz. Posteriormente, vive dos años en Nueva York, donde colabora con varios músicos y comienza su labor como compositor y productor musical de géneros tan dispares como Funk, RnB, y Soul.
Gana el concurso "MTV Europe Songwriting Contest", lo que le permite firmar un contrato con la compañía Warner Chappel Germany, propiedad de la discográfica Warner Bros Music. El tema con el que gana el concurso, titulado "Drag Me Down", es publicado en Alemania, y su vídeo musical empieza a emitirse en la cadena de televisión MTV Europe. Sus siguientes obras, pertenecientes al género de la música electrónica, fueron distribuidas en vinilo a distintos DJs locales.

### 2005 - 2007
Desde 2005, Jo Blankenburg está centrado en la creación de bandas sonoras para distintos formatos, como series de TV o documentales. 
En el verano de 2006 finaliza un curso en la Berklee College of Music, en Boston, de creación de bandas sonoras para películas. Compone música orquestal grabada en vivo junto a miembros de la New Era Scoring Orchestra de Los Ángeles para Inmediate Music, una de las principales compañías dedicadas a la creación de música para los tráileres promocionales de famosas películas de cine, como "Spider-Man", "Piratas del Caribe" o "X-Men", y fundada por Jeff Fayman y Yoav Goren.
En 2007 firma un contrato en exclusiva para crear la banda sonora de la secuela de una película de una compañía de producción de Los Ángeles.

### 2008: Planet Earth Forever
La música de Jo Blankenburg ha pasado a ser internacionalmente reconocida después del lanzamiento del espectacular vídeo titulado "Planet Earth Forever", creado por el mismo equipo que produjo el popular documental "The Secret" (El secreto), y cuya banda sonora ha sido compuesta por el artista alemán. Este vídeo nos presenta una sucesión de impactantes y hermosas escenas de la naturaleza, como ríos, montañas u océanos, que, apoyándose fuertemente en la música que acompaña al vídeo, basada en una composición de piano de Jo Blankenburg junto a música sinfónica e instrumentos étnicos, parece querer enviarnos un mensaje sin palabras: 
"Cuidemos nuestro Planeta. Cuidemos su belleza, su vida, su fuerza. Dejemos de destruirlo y protejámoslo". 
En 2008 también compone la banda sonora de la película "Squalid", del director alemán Andreas Troeger. El álbum está formado por 11 temas con música original y un tema de música clásica/rock que Blankenburg compuso para el director durante los primeros pasos de la preproducción de la película, con un propósito inspirativo.
Otros composiciones musicales creadas recientemente por Jo Blankenburg incluyen la banda sonora de la película "Stages", de cortometrajes como "Omega" o "Kesi - Born Of War" (inspirada por un proyecto humanitario en la República Democrática del Congo), y de documentales como "Ticket" o "Poetry".

### 2009 - Actualidad
En 2009, Jo Blankenburg vuelve a trabajar con Yoav Goren y Jeff Fayman, cofundadores de la compañía Immediate Music. Este hecho supone el relanzamiento de la carrera de Jo en el mundo de la música para uso comercial. Tras componer algunos temas para Immediate Music, se vuelve más independiente. Finalmente en 2011 publica "Vendetta", bajo el sello de Position Music. Éste es su primer álbum musical orientado a las campañas de promoción de películas y programas de televisión. Con un estilo que se asemeja mucho a grandes composiciones épicas de Hollywood, Jo Blankenburg se hace rápidamente un hueco en el mundo de la música de uso comercial.
Tras un año de trabajo personal y de composición, en el verano de 2012 publica "Elysium", su segundo álbum de música para tráileres, bajo el mismo sello comercial (Position Music). Este álbum se aleja más del estilo de "Vendetta" y está enfocado a campañas con temas de fondo más fantásticos y heroicos.

## Discografía
Álbumes de estudio:
- Floatovations (CD Baby.Com/Indys - 2007)
- Feather Dance (CD Baby.Com/Indys - 2008)
- Aphorisms of Wellbeing (Vijayendra Murthy & Jo Blankenburg - 2009)
- Vendetta (Position Music - 2011)
- Elysium (Position Music - 2012)
- Kaleidoscope (Position Music - 2015)

Temas de bandas sonoras:
- Below The Surface (The Human Experience, documental - 2011)
- Planet Earth Forever (Planet Earth, videoclip)
- Samskara - The Dragon (Samskara)
- Main Theme (Survivor)
- Christine's Theme, Disenchanting Visuals, Lamont Blues  (Omega99, cortometraje)
- Feather Dance,Retrospection - Awakening, Rehearsal, Leaving Ben, Love, Intro, Recital,Raging Ina (Stages, película)
- Out Of Despair (Out Of Despair)
- Guardian Angel (Guardian Angel)
- Intro (Poetry, documental))
- Main Theme (The World Beneath, cortometraje)